# Административно-территориальное деление Ухоловского района
Ухоловский район в рамках административно-территориального устройства включает 1 посёлок городского типа и 4 сельских округа.
В рамках организации местного самоуправления, муниципальный район делится на 5 муниципальных образований, в том числе 1 городское и 4 сельских поселения:
1. Ухоловское городское поселение (пгт Ухолово)
2. Калининское сельское поселение (п. Калинин)
3. Коноплинское сельское поселение (с. Коноплино)
4. Ольховское сельское поселение (с. Ольхи)
5. Смолеевское сельское поселение (с. Смолеевка)

Посёлок городского типа соответствует городскому поселению, сельский округ — сельскому поселению.

## Формирование муниципальных образований
В результате муниципальной реформы к 2006 году на территории 12 сельских округов было образовано 4 сельских поселения.:
| Административно-территориальная единица | Населённый пункт     | Муниципальное образование       |
| --------------------------------------- | -------------------- | ------------------------------- |
| Александровский сельский округ          | Александровка        | Калининское сельское поселение  |
| Александровский сельский округ          | Зорино               | Калининское сельское поселение  |
| Александровский сельский округ          | Курбатовка           | Калининское сельское поселение  |
| Дегтяно-Борковский сельский округ       | Дегтяные Борки       | Калининское сельское поселение  |
| Дегтяно-Борковский сельский округ       | Зароща               | Калининское сельское поселение  |
| Дегтяно-Борковский сельский округ       | Поляки               | Калининское сельское поселение  |
| Дегтяно-Борковский сельский округ       | Поляковские Выселки  | Калининское сельское поселение  |
| Калининский сельский округ              | Калинин              | Калининское сельское поселение  |
| Калининский сельский округ              | Красная Слобода      | Калининское сельское поселение  |
| Калининский сельский округ              | Красный              | Калининское сельское поселение  |
| Калининский сельский округ              | Мостье               | Калининское сельское поселение  |
| Богородицкий сельский округ             | Богородицкое         | Коноплинское сельское поселение |
| Богородицкий сельский округ             | Новая                | Коноплинское сельское поселение |
| Богородицкий сельский округ             | Сатино               | Коноплинское сельское поселение |
| Волынщинский сельский округ             | Волынщино            | Коноплинское сельское поселение |
| Волынщинский сельский округ             | Прибытки             | Коноплинское сельское поселение |
| Волынщинский сельский округ             | Таптыки              | Коноплинское сельское поселение |
| Коноплинский сельский округ             | Воронежские Верхи    | Коноплинское сельское поселение |
| Коноплинский сельский округ             | Заречье              | Коноплинское сельское поселение |
| Коноплинский сельский округ             | Коноплино            | Коноплинское сельское поселение |
| Коноплинский сельский округ             | Пронск               | Коноплинское сельское поселение |
| Коноплинский сельский округ             | Пушкино              | Коноплинское сельское поселение |
| Покровский сельский округ               | Корбашовские Выселки | Ольховское сельское поселение   |
| Покровский сельский округ               | Ольхи                | Ольховское сельское поселение   |
| Покровский сельский округ               | Покровское           | Ольховское сельское поселение   |
| Покровский сельский округ               | Свобода              | Ольховское сельское поселение   |
| Соловачевский сельский округ            | Березники            | Ольховское сельское поселение   |
| Соловачевский сельский округ            | Куприно              | Ольховское сельское поселение   |
| Соловачевский сельский округ            | Ольховские Выселки   | Ольховское сельское поселение   |
| Соловачевский сельский округ            | Свободный            | Ольховское сельское поселение   |
| Соловачевский сельский округ            | Смирновка            | Ольховское сельское поселение   |
| Соловачевский сельский округ            | Соловачево           | Ольховское сельское поселение   |
| Соловачевский сельский округ            | Ялта                 | Ольховское сельское поселение   |
| Ясеновский сельский округ               | Борисовка            | Ольховское сельское поселение   |
| Ясеновский сельский округ               | Веревкин Хутор       | Ольховское сельское поселение   |
| Ясеновский сельский округ               | Клинок               | Ольховское сельское поселение   |
| Ясеновский сельский округ               | Щурово               | Ольховское сельское поселение   |
| Ясеновский сельский округ               | Ясенок               | Ольховское сельское поселение   |
| Лубянский сельский округ                | Аксень               | Смолеевское сельское поселение  |
| Лубянский сельский округ                | Кобылино             | Смолеевское сельское поселение  |
| Лубянский сельский округ                | Лубянки              | Смолеевское сельское поселение  |
| Смолеевский сельский округ              | Арженеевка           | Смолеевское сельское поселение  |
| Смолеевский сельский округ              | Смолеевка            | Смолеевское сельское поселение  |
| Смолеевский сельский округ              | Сухарево             | Смолеевское сельское поселение  |
| Чуриловский сельский округ              | Кензино              | Смолеевское сельское поселение  |
| Чуриловский сельский округ              | Колобовка            | Смолеевское сельское поселение  |
| Чуриловский сельский округ              | Ляпуновка            | Смолеевское сельское поселение  |
| Чуриловский сельский округ              | Марцинане            | Смолеевское сельское поселение  |
| Чуриловский сельский округ              | Чуриловка            | Смолеевское сельское поселение  |
| Администрация пгт Ухолово               | Калейминовка         | Ухоловское городское поселение  |
| Администрация пгт Ухолово               | Кензино              | Ухоловское городское поселение  |
| Администрация пгт Ухолово               | Погореловка          | Ухоловское городское поселение  |
| Администрация пгт Ухолово               | Ухолово              | Ухоловское городское поселение  |